# Marek Lewandowski (aktor)
Marek Lewandowski (ur. 4 listopada 1946 w Warszawie) – polski aktor.

## Życiorys
Absolwent PWST w Warszawie (1969).
22 grudnia 2008 roku z rąk podsekretarza stanu w MKiDN Tomasza Merty odebrał Srebrny Medal „Zasłużony Kulturze Gloria Artis”.

## Filmografia
- Kaszëbë, legenda o miłości (1970) jako Eryk
- Kryształ (1971) jako Kazik Walenciak, syn Walenciaka
- Mały (1970) jako Wojtek, narzeczony Natalii
- S.O.S. (1974) jako taksówkarz Bartek
- Dom moich synów (1975) Jerzy, syn Jadwigi
- 07 zgłoś się (1976–1987) jako Henryk, przyjaciel młodego Sucheckiego, były kochanek Ewy w odc. 4 (gościnnie)
- Za rok, za dzień, za chwilę... (1976) jako Marek
- Palace Hotel (1977) jako oficer niemiecki
- Raszyn. 1809 (1977) jako podpułkownik Male
- Akwarele (1978) jako Szymon
- Życie na gorąco (1978) jako Wolfgang, mężczyzna w dyskotece „Kwiatuszek” (gościnnie)
- Do krwi ostatniej... (1978) jako porucznik Andrzej Radwan
- Do krwi ostatniej (serial) (1979) jako porucznik Andrzej Radwan
- Spotkanie na Atlantyku (1980) jako Zbyszek
- Dom ( 1980) jako członek redakcji Po  Prostu
- Powstanie Listopadowe. 1830–1831 (1980) jako Andrzej Koźmian
- Bołdyn (1981) jako Procnal
- Przemytnicy (1984) jako Alińczuk
- Umarłem, aby żyć (1984) jako niemiecki specjalista od szyfrów
- Jesienią o szczęściu  (1985) jako mąż Anny
- Sami dla siebie  (1987)
- Wielki Wóz (1987) jako oficer rozdający listy
- Prywatne śledztwo (1987) jako mechanik samochodowy w FSO
- Weryfikacja (1987) jako Znamierowski
- Misja specjalna (1987) jako porucznik „Orion”
- Zakole (1988) jako Kazimierz
- Trójkąt Bermudzki (1988) jako Roman Karwas
- Pogranicze w ogniu (1988-1991) jako porucznik Daniel Czapran
- Chwila (1989) jako kolega Chwili
- Kawalerki (1989) jako Adwokat, kolega Chwili
- Modrzejewska (1989) jako Władysław Ludwik Anczyc
- Historia niemoralna (1990) jako Marek
- Pogrzebani żywcem (Buried Alive, 1990) jako ogrodnik
- Ekstradycja (1995) jako właściciel restauracji na Starówce
- Miki Mol i Straszne Płaszczydło (1996) głos
- Klan (1997) jako dyrektor Centrum Handlowego (gościnnie), (od 2005) jako Roman Zarzycki, partner życiowy Gabrieli Wilczyńskiej
- Złotopolscy (1997) jako pułkownik, dowódca Tomka Gabriela
- Miodowe lata (1998–2003) jako Kaszana (gościnnie)
- Na dobre i na złe (1999–2008) jako Stefan Marczewski, mąż Justyny (2006) (gościnnie)
- Pensjonat pod Różą (2004–2006) jako Andrzej Kawecki, ojciec Justyny
- Kryminalni (2004–2008) jako Relewicki (gościnnie)
- Magda M. (2005–2007) jako kierownik sklepu (gościnnie)
- U fryzjera (2006) jako Kumpel (gościnnie)
- Fałszerze – powrót Sfory (2006) jako profesor
- Kochaj mnie, kochaj! (2006) jako Marian, konkubent Jadwigi
- Pogoda na piątek (2006–2007) jako komisarz, dowódca Piotra Kołodziejczyka
- Mrok (2006) jako doktor Wirski (gościnnie)
- Twarzą w twarz (2007) jako wiceminister (gościnnie)
- Fałszerze – powrót Sfory (2007) jako profesor (gościnnie)
- Czas honoru (2009) jako Kaltenborn, dyrektor banku (odc. 23)
- Naznaczony (2009) jako kioskarz (odc. 2)
- Usta usta (2010) jako ojciec Julii
- Hotel 52 (2010) jako Jurgielewicz (odc. 19)
- Klub szalonych dziewic  (2010) jako ojciec Joanny
- 1920. Wojna i miłość  (2010) jako pułkownik ze Sztabu Generalnego
- Na Wspólnej (2011) jako Mirosław Czubak, ojciec Piotra, mąż Jolanty
- Przyjaciółki (2012) jako ginekolog
- Prawo Agaty (2012–2014) jako sędzia Skarżyński (odc. 22, 41, 46 i 55)
- Misja Afganistan (2012) jako gen. Władysław Konaszewicz, ojciec Pawła
- Ranczo (2012) jako radny Bartkowiak
- 2XL (2013) jako ojciec Alberta (odc. 2)
- Barwy szczęścia (2015–2016) jako Ludwik Sadowski, ojciec Łukasza
- M jak miłość (od 2017) jako Przemysław Morawski, ojciec Janka

## Polski dubbing
- 2017: Thor: Ragnarok – Surtur
- 2016: Fantastyczne zwierzęta i jak je znaleźć – Shaw Senior
- 2016: Star Wars: Ruch oporu powstaje – Han Solo
- 2015: Gwiezdne wojny: Przebudzenie Mocy – Han Solo
- 2012: Całkiem nowe przygody Toma i Jerry’ego – Spike
- 2012: Tom i Jerry: Robin Hood i jego Księżna Mysz –
  - Niedźwiedź,
  - Spike
- 2011: Scooby-Doo: Klątwa potwora z głębin jeziora – Elmer Uggins
- 2010: Scooby Doo: Wakacje z duchami – Burt
- 2010: Tom i Jerry i Sherlock Holmes – Spike
- 2004: Radiostacja Roscoe – Ojciec Kim (38)
- 2002–2003: Ozzy i Drix
- 1988–1991: Szczeniak zwany Scooby Doo
- 1996: Dzwonnik z Notre Dame – Brutish
- 1996: Miki Mol i Straszne Płaszczydło –
  - Marszałek,
  - Kapitan Konfiturków
- 1994: Pocahontas
- 1993–1994: Wesoły świat Richarda Scarry’ego
- 1991–1993: Powrót do przyszłości – Biff Tannen i jego sobowtóry (odc. 19-26)
- 1990–1994: Super Baloo – Kociubas
- 1990: Muminki
- 1977–1980: Kapitan Grotman i Aniołkolatki
- 1976: Pogoda dla bogaczy